# Sunturion
Sunturion é o nome de dois personagens ficcionais que apareceram nas revistas em quadrinho publicadas pela Marvel Comics. O primeiro Sunturion original apareceu no Iron Man, nº 143 (fevereiro de 1981) e foi criado pelo escritor David Michelinie e o desenhista Bob Layton. O segundo Sunturion apareceu pela primeira vez no Daredevil, nº 224 (novembro de 1985) e foi criado pelo escritor Jim Owsley e pelos desenhistas Daniel Jurgens e Geof Isherwood.